# Ingrid Ozuna
Ingrid Ozuna Jiménez (Chilpancingo, 1993) es una fisioterapeuta y atleta mexicana que participó en los Juegos Olímpicos de París 2024 en la disciplina de tiro con arco.

## Biografía
Ingrid estudió fisioterapia en el Centro de Enseñanza Activa y Profesional, y de 2015 a 2024 trabajó en la Comisión Nacional de Cultura Física y Deporte. Además tiene una maestría en terapia deportiva y ejerce su profesión atendiendo a la Selección Nacional Mexicana de tiro con arco.
Previo a dedicarse a la fisioterapia y al tiro con arco, la atleta practicó taekwondo y declaró que María del Rosario Espinoza fue su inspiración.